# Heteropoda monteithi
Heteropoda monteithi là một loài nhện trong họ Sparassidae.
Loài này thuộc chi Heteropoda. Heteropoda monteithi được Hugh Davies miêu tả năm 1994.